# Luiz Carlos Júnior
Luiz Carlos Carneiro da Paixão Júnior (Rio de Janeiro, 6 de novembro de 1966) é um apresentador e locutor esportivo brasileiro, que trabalha no canal por assinatura SporTV e na Rede Globo.

## Carreira
Seu início de carreira foi no rádio, pela 105 FM e Transamérica, ambas com geração para Brasília, para firmar-se definitivamente no Rio de Janeiro como locutor da Rádio Cidade.
Em 1990 estreou na Record apresentando o bloco de esportes dos telejornais. Em 1991 transferiu-se para o recém-criado Top Sport, canal que viria a se chamar Sportv. Nos mais de 30 anos no canal, apresentou o programa SporTV News, ao lado da jornalista Renata Cordeiro, passando em seguida para o Redação SporTV e hoje está à frente do SporTV Tá na Área.
Cobriu diversos eventos esportivos, como as Copas do Mundo de 2006, 2010, 2014 e 2018 e as Olimpíadas de 2008, 2012 e 2016.
De acordo com a imprensa especializada é torcedor do Fluminense. O profissional chegou a ser supostamente afastado das transmissões do clube carioca, informação posteriormente desmentida, além de ter sido também alvo de uma petição online para que não narrasse os jogos do Fluminense.

### Prêmios
| Ano  | Prêmio              | Categoria         | Resultado | Ref. |
| ---- | ------------------- | ----------------- | --------- | ---- |
| 2011 | Prêmio Comunique-se | Locutor Esportivo | Venceu    |      |

## Vida pessoal
Foi casado com jornalista e apresentadora do SporTV Janaina Xavier, com quem teve uma filha, Maria Eduarda. Separou em outubro de 2019.
Em dezembro de 2020, assumiu namoro com a colega de emissora, a jornalista Jacqueline Brazil, depois de 6 meses de relacionamento. O "padrinho" foi o jornalista Thiago Oliveira.